# Scarabaeus babori
Scarabaeus babori là một loài bọ cánh cứng trong họ Bọ hung (Scarabaeidae).